# One of a Kind (EP)
One of a Kind là EP đầu tiên của ca sĩ-nhạc sĩ người Hàn Quốc G-Dragon, thành viên và trưởng nhóm nhạc K-pop Big Bang. EP được phát hành vào ngày 15 tháng 9 năm 2012 dưới dạng kĩ thuật số và vào ngày 18 tháng 9 năm 2012 dưới dạng đĩa cứng. Vào ngày 25 tháng 8 năm 2012, G-Dragon ra video âm nhạc của bài hát "One of a Kind" của EP. Tuy nhiên bài hát không được dùng làm đĩa đơn mà chỉ là một video có nhiệm vụ giới thiệu chủ đề của EP. Vào ngày 1 tháng 9 năm 2012, G-Dragon phát hành đĩa đơn đầu tiên "That XX". Bài hát đứng đầu nhiều bảng xếp hạng ngay sau khi ra mắt. "Crayon" là đĩa đơn chủ đạo của EP bao gồm bảy bài hát do G-Dragon sáng tác.
EP ngay lập tức đạt được thành công tại Hàn Quốc khi tất cả các bài hát của nó đều có mặt trong top đầu các bảng xếp hạng lớn ở quốc gia này. EP cũng đứng đầu trên Billboard World Albums Chart và gia nhập Billboard 200 ở vị trí thứ 161. Tính đến tháng 1 năm 2014, EP bán được 252.728 bản, trở thành album solo tiêu thụ nhiều nhất ở Hàn Quốc kể từ sau Heartbreaker vào năm 2009 cũng của G-Dragon.

## Danh sách bài hát
| STT              | Nhan đề                                                                 | Phổ lời               | Phổ nhạc                                | Hòa âm                        | Thời lượng |
| ---------------- | ----------------------------------------------------------------------- | --------------------- | --------------------------------------- | ----------------------------- | ---------- |
| 1.               | "One of a Kind"                                                         | G-Dragon              | G-Dragon, Choice37                      | Choice37                      | 3:26       |
| 2.               | "Crayon" (크레용; Keureyong)                                            | G-Dragon, Teddy       | G-Dragon, Teddy                         | Teddy                         | 3:17       |
| 3.               | "Without You" (결국; Gyeolguk (hợp tác với Rosé của Blackpink))         | G-Dragon              | G-Dragon, Ham Seung Chun, Kang Wook Jin | Ham Seung Chun, Kang Wook Jin | 4:03       |
| 4.               | "That XX" (그 XX; Geu XX)                                               | G-Dragon, Teddy       | G-Dragon, Teddy, Seo Won Jin            | Teddy                         | 3:20       |
| 5.               | "Missing You (hợp tác với Kim Yoon Ah của Jaurim)"                      | G-Dragon, Teddy       | G-Dragon, Teddy, Choi Pil Kang          | Choi Pil Kang                 | 3:27       |
| 6.               | "Today (hợp tác với Kim Jong Wan của Nell)"                             | G-Dragon              | G-Dragon, Choice37                      | Choice37                      | 3:39       |
| 7.               | "Light It Up (hợp tác với Tablo & Dok2)" (불 붙여봐라; Bul Butyeobwara) | G-Dragon, Tablo, Dok2 | G-Dragon, Teddy, Tablo, Dok2            | Teddy                         | 3:34       |
| Tổng thời lượng: | Tổng thời lượng:                                                        | Tổng thời lượng:      | Tổng thời lượng:                        | Tổng thời lượng:              | 24:46      |

## Xếp hạng
| "One Of A Kind" | 9  | 14 |
| "Crayon"        | 3  | 4  |
| "Without You"   | 10 | 15 |
| "That XX"       | 1  | 2  |
| "Missing You"   | 2  | 2  |
| "Today"         | 17 | 20 |

## Doanh số
| Bảng xếp hạng   | Doanh số                                                       |
| --------------- | -------------------------------------------------------------- |
| Gaon (đĩa cứng) | - 204.326 (2012) - 45.332 (2013) - 5.197 (2014) - 1.713 (2015) |

## Lịch sử phát hành
| Khu vực     | Ngày                 | Định dạng       | Hãng đĩa            |
| ----------- | -------------------- | --------------- | ------------------- |
| Hàn Quốc    | 15 tháng 9 năm 2012  | Tải kĩ thuật số | YG Entertainment    |
| Hàn Quốc    | 18 tháng 9 năm 2012  | CD              | YG Entertainment    |
| Hoa Kỳ      | 15 tháng 9 năm 2012  | Tải kĩ thuật số | YG Entertainment    |
| Đài Loan    | 12 tháng 10 năm 2012 | CD              | Warner Music Taiwan |
| Philippines | 15 tháng 12 năm 2012 | CD              | Universal Records   |